# Centrales hydroélectriques de Sog

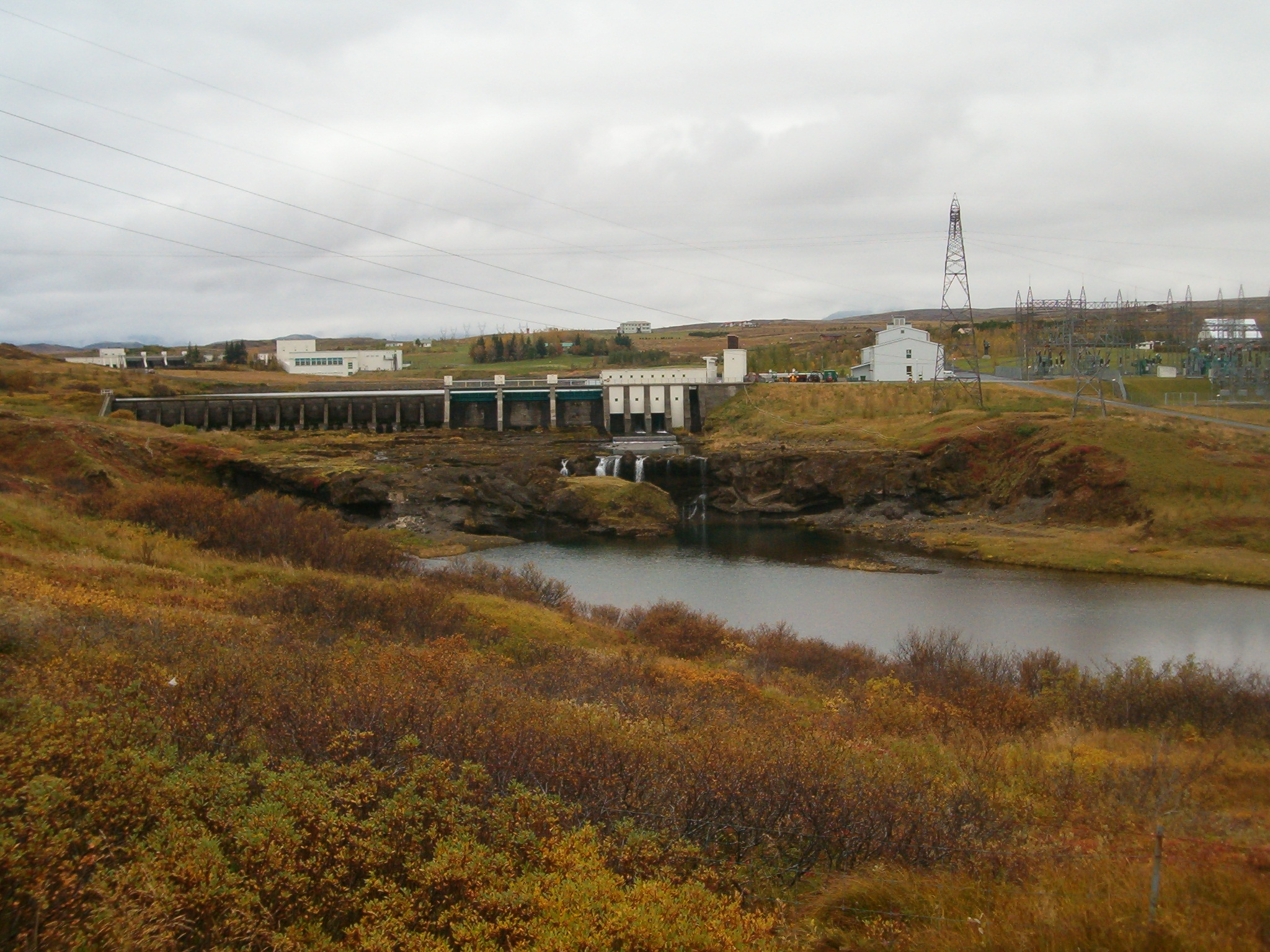
La centrale de Ljósifoss

Les trois centrales hydroélectriques sur la rivière Sog, dans le sud de l'Islande, sont parmi les plus vieilles du pays, la première ayant été mise en service en 1937. Elles ont été construites pour produire de l'électricité pour Reykjavik. Elles sont détenues et opérées par Landsvirkjun, et ont une capacité cumulée de 90 MW.

## Histoire
L'idée d'utiliser la rivière Sog pour produire de l'électricité pour Reykjavik fut proposée en 1906. Le projet fut abandonné à cette époque, car un projet d'une telle ampleur était au-delà des capacités des autorités. Bien des années plus tard, en 1933, le gouvernement islandais garantit à Reykjavik un droit exclusif d'utiliser la rivière Sog pour produire de l'électricité. À cette époque, la ville n'était alimentée en électricité que par la petite centrale d'Elliðaár.
Une compagnie fut créée, détenue par la ville de Reykjavik, pour construire et gérer les centrales, et, en 1934, le développement de la centrale de Ljósifoss commença. Les travaux débutèrent l'année suivante, et, en 1937, la production commença, grâce à deux turbines produisant ensemble 8,8 MW. En 1944, une troisième turbine fut installée et le niveau du lac Ulfljotsvatn, à l'embouchure duquel se situait la centrale, fut augmenté d'un mètre grâce à un barrage. En 1949, l'État islandais devint copropriétaire de la centrale.
En 1953, la centrale de Írafoss fut mise en service, juste en aval de celle de Ljósifoss. Puis, en 1959, la dernière centrale, nommée Steingrímsstöð, fut mise en construction. En 1966, lors de sa fondation, Landsvirkjun devint propriétaire des trois centrales. 
En 1999, les centrales furent entièrement rénovées. Cette rénovation a libéré de la place dans la centrale de Ljósifoss, qui a, dès lors, été utilisée pour des expositions.

## Caractéristiques

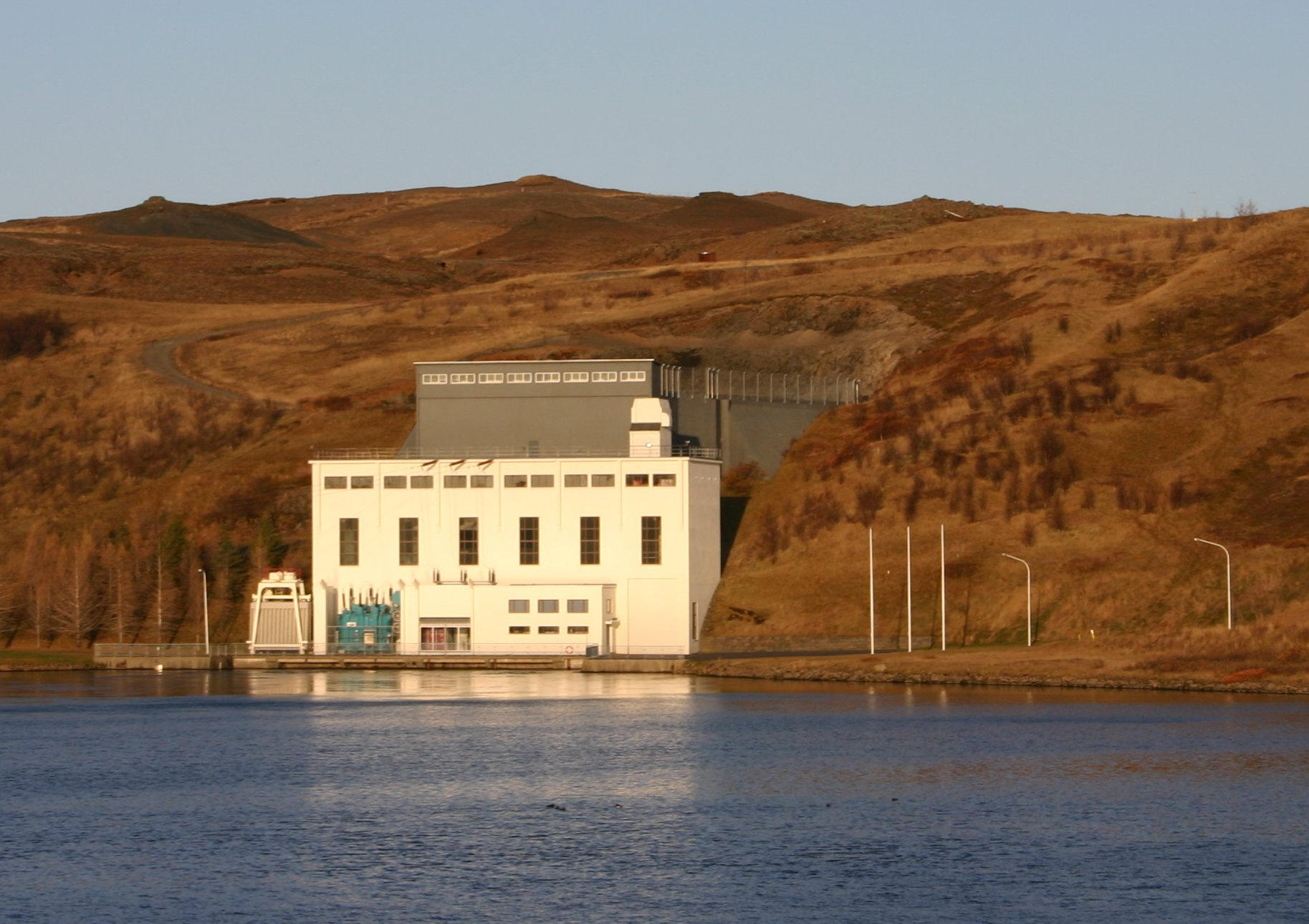
La centrale de Steingrímsstöð

### Ljósifoss
La centrale de Ljósifoss est située sur les berges de la rivière, à proximité de la chute d'eau de Ljósifoss, à l'embouchure du lac de Úlfljótsvatn. Une partie seulement de l'eau est utilisée, le reste alimentant encore la cascade. La centrale exploite la hauteur de la cascade, soit une hauteur de chute de 17 m. Ceci permet de faire tourner trois turbines d'une puissance totale de 14,3 MW.

### Írafoss
La centrale d'Írafoss exploite la hauteur de chute des cascades de Írafoss et Kistufoss, soit 38 m. Un barrage a été construit en amont de la première cascade, à approximativement l'altitude de la sortie de la centrale de Ljósifoss. L'eau rejoint la station souterraine, où elle actionne trois turbines, d'une puissance cumulée de 47,7 MW. Elle emprunte alors un canal presque horizontal sous le cours de la rivière, qu'elle rejoint ensuite au détour d'un méandre.

### Steingrímsstöð
La centrale de Steingrímsstöð est située en amont des deux autres. Elle utilise la différence d'altitude entre le lac Þingvallavatn et le lac Úlfljótsvatn, soit 20,5 m. L'eau actionne deux turbines de 13,5 MW chacune.